# Feliu Guillaumes i Ràfols
Feliu Guillaumes i Ràfols   (Camprodon, 5 de desembre de 1962 - 30 de setembre de 2024) fou un polític català, diputat al Congrés dels Diputats en la V i X Legislatures.

## Biografia
Es va llicenciar en Filosofia i Lletres i va fer un màster en Funcionaris Directius de la Generalitat de Catalunya. Va fer estades d'estudis a França i els Estats Units d'Amèrica. Va treballar com a funcionari del cos superior d'administració de la Generalitat i com a director de recursos humans de l'ajuntament de Sant Cugat del Vallès.
Militant de Convergència Democràtica de Catalunya des de 1978, també va ser membre fundador de la Joventut Nacionalista de Catalunya (de la que en va ser president de 1990 a 1994), de la Federació Nacional d'Estudiants de Catalunya i de la Internacional de Joves Nacionalistes.
El 1995 va substituir en el seu escó a Rafael Hinojosa i Lucena, elegit diputat a les eleccions generals espanyoles de 1993. Va ser vocal de la Comissió de Justícia i Interior, de la Comissió de Pressupostos i de la Comissió de Reglament del Congrés dels Diputats.
A les eleccions municipals espanyoles de 2011 fou escollit segon tinent d'alcalde de l'ajuntament de Mollet del Vallès i portaveu de CiU A les eleccions generals espanyoles de 2011 fou elegit diputat per Barcelona al Congrés dels Diputats, on va portaveu de la Comissió d'Interior i portaveu adjunt de la Comissió de Defensa.